# NGC 5681
NGC 5681 (другие обозначения — UGC 9393, MCG 2-37-25, ZWG 75.83, IRAS14332+0831, PGC 52169) — спиральная галактика (Sb) в созвездии Волопас.
Этот объект входит в число перечисленных в оригинальной редакции «Нового общего каталога».
В галактике вспыхнула сверхновая SN 2006dt типа Ia, её пиковая видимая звездная величина составила 16,8.